# Non-Paper
Non-Paper (auch Non Paper oder Nonpaper, dt.: „Nicht-Papier“)  ist eine nicht sanktionierte und daher offiziell nicht zitierfähige Veröffentlichung.

## Diplomatie
Im diplomatischen Sprachgebrauch der Europäischen Union umfasst der Begriff solche Schriftstücke, die informell von einem Akteur vorgelegt werden, um die Akzeptanz von Vorschlägen oder Vertragsentwürfen bei den anderen Beteiligten zu testen. Stößt ein solches Papier auf Widerstand, kann es jederzeit zurückgezogen werden, weil es kein offizielles Dokument, sondern ein nicht bindendes Diskussionspapier ist.  Ein Beispiel ist das von Deutschland und Frankreich im November 2019 vorgelegte Konzept zur Organisation einer Konferenz zur Zukunft Europas.
Ein Non-Paper kann im diplomatischen Schriftverkehr auch den wesentlichen Inhalt einer mündlichen Demarche niederlegen. Das Non-Paper wird auf Papier ohne Briefkopf geschrieben und enthält weder Überschrift, Eingangs- oder Schlussformel noch Datumsangabe, Unterschrift oder Dienstsiegel, um das Gewicht einer schriftlich-förmlichen Erklärung zu vermeiden und zu verhindern, dass das Papier als Dokument einem der Beteiligten als Erklärendem oder Empfänger offiziell zuzurechnen ist. Durch die Schriftlichkeit eines Non-Papers soll jedoch sichergestellt werden, dass der Gesprächspartner den wesentlichen Inhalt der mündlichen Demarche ohne Übermittlungsfehler an seine Regierung weiterleiten kann.

## Politik
Non-Papers einer Behörde sind im Gegensatz zu amtlichen Informationen nur Entwürfe und Notizen, die nicht Bestandteil eines Vorgangs werden sollen und deshalb nach dem Informationsfreiheitsgesetz (IFG) nicht öffentlich zugänglich sind (§ 2 Nr. 1 IFG). Wegen ihres inoffiziellen bzw. vorläufigen Charakters sind sie formlos, jedoch nicht vertraulich, werden von ihrem Verfasser aber öffentlich nicht kommentiert.
Die Inhalte eines Non-Papers reflektieren einen Diskurs und zukunftsorientierte Hypothesen und Vorstellungen bewusst ohne den Anspruch, abgeschlossene wissenschaftliche Argumentationen in einer finalisierten Form zu entwickeln. Vielmehr sind sie als eine Einladung zur Reflexion, zur Debatte, zum Widerspruch und zur Auseinandersetzung mit Entwicklungen und Perspektiven zu verstehen.